# Jeannie, a háziszellem

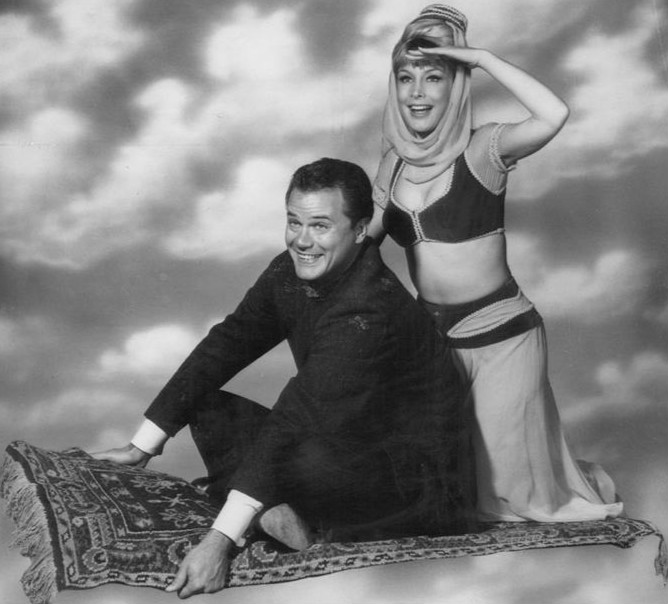
Tony és Jeannie

A Jeannie, a háziszellem (eredeti cím: I Dream of Jeannie) 139 epizódból álló amerikai tévéfilmsorozat, amelyet 1965 és 1970 között készítettek. A vígjáték első évada még fekete-fehérben készült, a későbbiekben tértek át a színes változatra. A sorozat producere Sidney Sheldon volt, akit a sorozat forgatókönyvéért Emmy-díjra, Barbara Edent 1967-ben és 1970-ben a legjobb tévészereplőnek járó Golden Globe-díjra jelölték.
Magyarországon először a Viasat 3 mutatta be 2001. október 1-jén.

## Történet
|  | Alább a cselekmény részletei következnek! |

Az amerikai űrhajós, Anthony Nelson egyik küldetése során egy lakatlan szigeten ért földet. A kapitány itt talált egy különleges formájú palackot, amelyben egy dzsinn lakott - legalább - 2000 éve. Miután Anthony kiengedte a palackból Jeannie-t, a szellemhölgy a férfi minden kérését parancsnak véve lelkesen  teljesítette. Jeannie, a pajkos és ártatlan (valamint időtlen szépségű) lány nagyon szerelmes lett az űrhajósba.
Tony titokban hazavitte Floridába, a lakásába a palackot (és benne Jeannie-t). Nelson űrhajós társa és egyben legjobb barátja, Roger Healey kapitány egy idő után tudomást szerzett a szellem kilétéről. A NASA egyik pszichológusa, Dr. Alfred Bellows ezredes azonban nem tudott arról, hogy Anthony nem egyedül tért vissza arról a bizonyos lakatlannak vélt szigetről. A pszichológus felesége, Amanda Bellows is gyakran feltűnt a filmben, gyakran kalamajkát okozott a kíváncsiságával. Hamarosan a parancsnok,  Petterson tábornok figyelmét is felkeltette, hogy furcsa dolgok történtek a bázison és a környékén.
|  | Itt a vége a cselekmény részletezésének! |

## Szereplők

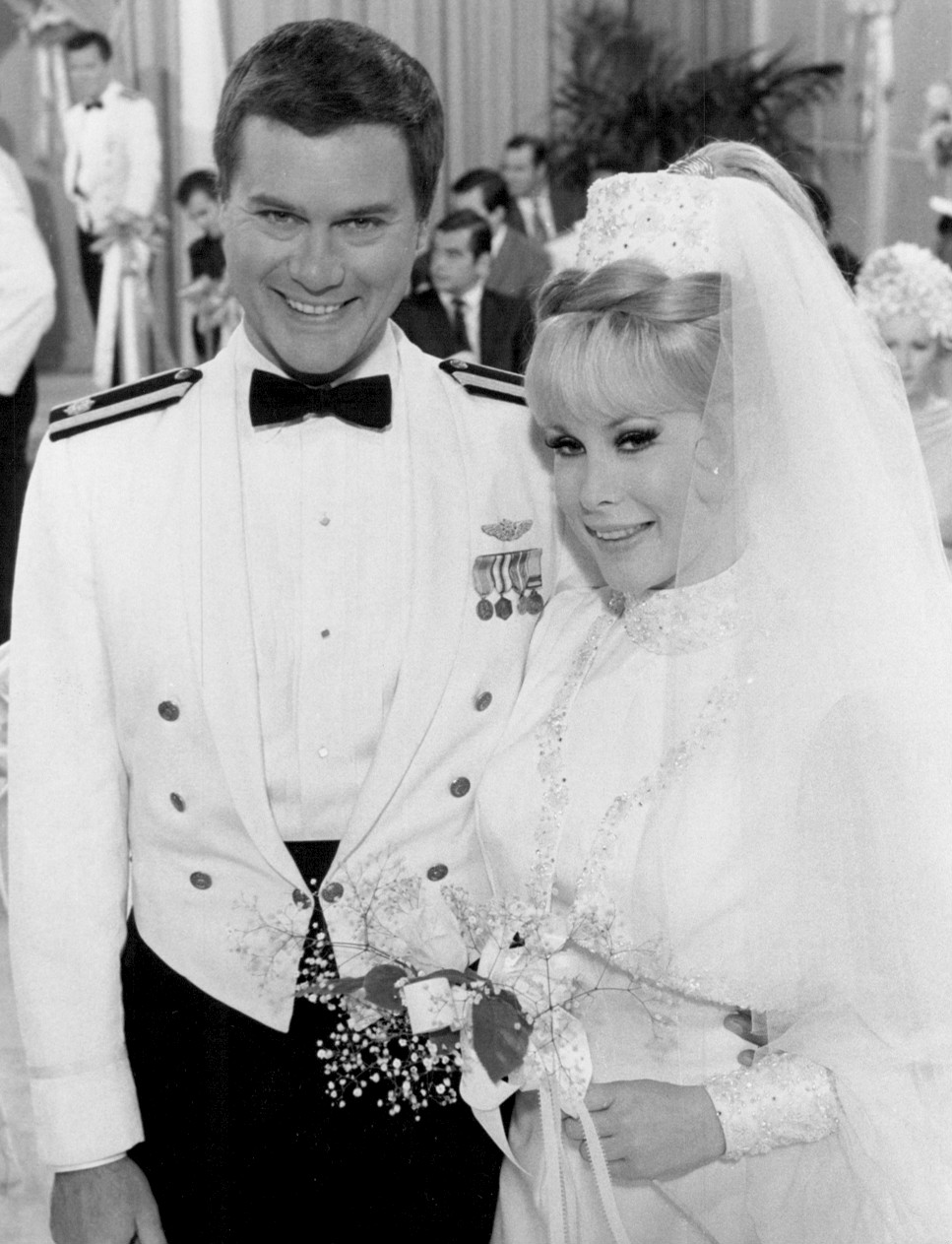
Larry Hagman és Barbara Eden (1969)

| Szerep                        | Színész        | Magyar hang    |
| ----------------------------- | -------------- | -------------- |
| Jeannie                       | Barbara Eden   | Orosz Anna     |
| Anthony Nelson kapitány       | Larry Hagman   | Csankó Zoltán  |
| Roger Healey kapitány         | Bill Daily     | Harsányi Gábor |
| Dr. Alfred E. Bellows ezredes | Hayden Rorke   | Forgács Gábor  |
| Amanda Bellows                | Emmaline Henry |                |

## Évadok
- 1. évad (1965–1966): 30 epizód, 28. a becsült nézettségi listán[4]
- 2. évad (1966–1967): 31 epizód
- 3. évad (1967–1968): 26 epizód
- 4. évad (1968–1969): 26 epizód, 26. a becsült nézettségi listán[5]
- 5. évad (1969–1970): 26 epizód

## Jeannie, a háziszellem filmek
- I Dream of Jeannie... Fifteen Years Later[6] (1985)
- I Still Dream of Jeannie (1991)